# Музеи Белгородской области
Музеи Белгорода и Белгородской области.

## Белгород
- Белгородский государственный историко-краеведческий музей, открыт в 1924 году;
- Белгородский государственный музей народной культуры, открыт в 1999 году;
- Музей-диорама «Курская битва. Белгородское направление», открыт в 1987 году;
- Белгородский государственный художественный музей, открыт в 1983 году;
- Белгородский литературный музей, открыт в 1999 году.

### Музеи организаций
- Музей Белгородского Университета Потребительской кооперации;
- Белгородский музей связи, открыт в 2003 году;
- Музей Белгородского государственного университета;
- Музей Белгородского отделения Юго-Восточной железной дороги;
- Музей Белгородского государственного театра кукол;
- Музей белгородского ОМОНА[1].

## Белгородская область
- Мемориальный музей «Первой конной армии»;
- Музей боевой славы «Третье ратное поле России»;
- «Курская дуга» — мемориальный комплекс;
- «Белгородская черта — Муравский шлях» — музей под открытым небом;
- Старооскольский краеведческий музей;
- Старооскольский художественный музей;
- Литературно-мемориальный музей Василия Ерошенко;
- Алексеевский краеведческий музей;
- Шебекинский историко-художественный музей, открыт в 1986 году;
- Валуйский историко-художественный музей;
- Валуйский районный краеведческий музей;
- Дом-музей генерала армии Ватутина Н. Ф.;
- Ровеньский районный краеведческий музей;
- Музей Н. В. Станкевича;
- Грайворонский районный краеведческий музей;
- Музей В. Ф. Раевского;
- Красногвардейский краеведческий музей;
- Губкинский краеведческий музей;
- Историко-театральный музей М. С. Щепкина;
- Борисовский краеведческий музей;
- Чернянский краеведческий музей.